# Ищук, Людмила Ефимовна
Людмила Ефимовна Ищук — советский хозяйственный деятель, Герой Социалистического Труда.

## Биография
Родилась в 1924 или 1925 году в Ружинском районе Бердичевского округа. Член КПСС.
В 1944—1979 — звеньевая комсомольско-молодежного звена Чернорудецкого свеклосовхоза Бердичевского района Житомирской области Украинской ССР.
Указом Президиума Верховного Совета СССР от 30 апреля 1948 года присвоено звание Героя Социалистического Труда с вручением ордена Ленина и золотой медали «Серп и Молот».
Делегат XXIII съезда КПСС.
Умерла в селе Чернорудка после 1979 года.

## Награды и звания
- Герой Социалистического Труда (30.04.1948)
- Орден Ленина (30.04.1948)
- Орден Знак Почёта (30.04.1966)